# Менталист (телесериал, 2018)
«Тот, кто чита́ет мы́сли (Ментали́ст)» — российско-украинский детективный телесериал 2018 года, снятый режиссёром Алексеем Мурадовым. Является адаптацией популярного американского телесериала «Менталист» (2008—2015).
Премьерный показ сериала на Украине под названием «Менталист» прошёл с 5 по 29 марта 2018 года на телеканале «ICTV», а в России — под названием «Тот, кто читает мысли (Менталист)» тремя неделями позднее, с 26 марта по 5 апреля, на «Первом канале».
Главную роль в сериале-ремейке исполнил израильский актёр Ехезкель Лазаров (озвучил Кирилл Кяро).

## Сюжет
Харизматичный 42-летний Даниил Романов (Ехезкель Лазаров) работает консультантом особого следственного отдела по расследованию убийств при министерстве юстиции. Он — превосходный менталист, гипнотизёр, физиономист, психолог-практик и виртуозный манипулятор, когда-то выдававший себя за экстрасенса и ясновидящего, способного читать чужие мысли.
За несколько лет до начала описываемых событий жизнь Даниила меняется в одночасье. Причиной перемен становится страшная трагедия, произошедшая в его семье, когда в отместку за унизительную характеристику, которую он в эфире популярного телешоу опрометчиво дал опасному маньяку по прозвищу «Демон», тот жестоко убил его жену Еву и маленькую дочь Нату. Даниил неожиданно оставляет успешную карьеру на телевидении, отказавшись от славы и денег, и направляет свои способности на помощь правосудию. Основной целью его сотрудничества с органами становится жажда мести, желание поймать и уничтожить своего личного врага — серийного убийцу «Демона».
В своей новой работе в следственных органах Романов не боится выходить за рамки традиционных практик расследования, нередко ведёт себя вызывающе с подозреваемыми, прибегает к манипуляциям и гипнозу. Главное его оружие — превосходное знание человеческих слабостей.
Непосредственный начальник Даниила, исполнительная и бескомпромиссная Екатерина Филатова (Анастасия Микульчина), наоборот, привыкла во всём придерживаться «буквы закона». Однако, со временем она понимает, что нестандартные методы расследования менталиста приносят необходимые результаты. Поэтому, зачастую, ей приходится отступать от правил и вступаться за своего непредсказуемого подчинённого перед начальством, ставя под удар свою собственную карьеру.
Несмотря на диаметрально противоположные взгляды на работу, между главными героями возникает обоюдная симпатия, но прошлое по-прежнему не отпускает Даниила.

## Роли исполняют

### В главных ролях
- Ехезкель Лазаров — Даниил Сергеевич Романов, бывший «экстрасенс» (менталист), физиономист, психолог-консультант особого следственного отдела по расследованию убийств (роль озвучил Кирилл Кяро)
- Анастасия Микульчина — Екатерина Васильевна Филатова, майор, следователь, начальник особого следственного отдела по расследованию убийств при министерстве юстиции
- Игорь Оробей — Александр Белов, сотрудник особого следственного отдела по расследованию убийств
- Нодар Сирадзе — Константин Скуратов, сотрудник особого следственного отдела по расследованию убийств
- Валерия Бурдужа — Елизавета Климова, сотрудник особого следственного отдела по расследованию убийств
- Александр Мохов — Игорь Анатольевич Минаев

### В ролях
- Виктория Герасимова — Ева Романова, убитая жена Даниила Романова, жертва маньяка по прозвищу «Демон»

Серия № 1 «Подражатель серийного убийцы»
- Юлия Ромашина — Анна Волкова, юрист по образованию, домохозяйка, жена Сергея Волкова, мать убитой Елены
- Денис Карасёв — Сергей Волков, известный журналист, муж Анны Волковой, отец убитой Елены
- Андрей Руденский — Арсений Багрицкий, директор частной клиники «Lifemed», семейный врач Масленниковых, друг и коллега убитого доктора Григория Селиванова
- Данила Дунаев — Дмитрий Масленников, муж убитой Виктории Масленниковой
- Антон Соколов — Юрий Масленников, брат Дмитрия Масленникова, любовник убитой Виктории Масленниковой
- Ирина Нестерова — Виктория Масленникова, убитая жена Дмитрия Масленникова
- Алёна Галлиардт — судмедэксперт

Серия № 2 «Подростковая драма»
- Владимир Капустин — Андрей Сергеевич Терентьев, шофёр-дальнобойщик, вдовец, отец убитой на стройке Кристины Терентьевой и ещё двоих несовершеннолетних детей
- Александр Армер — Валентин Сайко («Мышь»), бомж на местной свалке, бывший профессиональный военный, три года был в плену
- Леван Мсхиладзе — Олег Васильевич Корнеев («Папик»), директор фирмы-застройщика, отец Дениса (Дэна) Корнеева
- Глеб Орлов — Денис (Дэн) Корнеев, сын директора фирмы-застройщика Олега Васильевича Корнеева, парень убитой на стройке Кристины Терентьевой
- Александр Дуденков — Лев Маслов

Серия № 3 «Охотница за миллионами»
- Юлия Зимина — Вероника Георгиевна Павлова
- Олег Масленников-Войтов — Михаил Клюев, адвокат
- Екатерина Рокотова — Оксана Бутко, любовница убитого банкира Евгения Павлова

Серия № 4 «Трагический день рождения»
- Наталья Коренная — Раиса Андреева

Серия № 5 «Борьба за наследство»
- Ксения Кутепова — Кира Петровна Снатская, медиум и духовный наставник Марины Ильясовой
- Галина Звягинцева — Виктория Семёновна Ильясова, дочь Семёна и Марины Ильясовых, сестра Дмитрия
- Пётр Нестеров — Олесь Боруля, фотограф, друг и любовник Марины Ильясовой
- Анжелика Вольская — Вера, художественный критик, соседка Ильясовых

Серия № 6 «Игра с огнём»
- Константин Милованов — Иван Жбанов, начальник охотхозяйства

Серия № 7 «Опасный бизнес»
- Эдуард Флёров — Борис Шувалов, президент компании «Меркурий»
- Дана Агишева — Надежда Кострова, член правления компании «Меркурий», любовница Бориса Шувалова
- Михаил Богдасаров — Илья Шперберг, член правления компании «Меркурий»

Серия № 8 «Погоня за прошлым»
- Елена Сафонова — Светлана Петровна Назарова, мать Дениса и Максима
- Евгений Сафронов — Денис Назаров, депутат и бизнесмен, сын Светланы Петровны, старший брат Максима
- Константин Соловьёв — Максим Назаров, заключённый, бывший боксёр, сын Светланы Петровны, младший брат Дениса
- Марина Куделинская — Вера Иванова (бывшая Марченко), мать убитой Вали Марченко, бывшая домработница в доме Назаровых

Серия № 9 «Похищение шедевра мирового искусства»
- Юрий Цурило — Нейтан Шустер, влиятельный бизнесмен
- Андрей Лебедев — Вадим Андреевич Королёв, владелец и генеральный директор компании «Твёрдый сплав»
- Марина Правкина — Любовь Вадимовна Мухина, дочь Вадима Королёва
- Ирина Безрукова — Ядвига Яновна Марковская, искусствовед
- Александр Хошабаев — Виталий Лялин, художник студии портретной живописи, сделавший копии портрета Карлотты
- Сергей Иванюк — Богдан Коваль, начальник службы охраны компании «Твёрдый сплав»

Серия № 10 «Смертельная вечеринка»
- Михаил Химичев — Виктор Михеев, владелец строительной фирмы, муж убитой бизнесвумен Ларисы Михеевой
- Екатерина Семёнова — Валентина, мать Риты, подруга убитой бизнесвумен Ларисы Михеевой
- Юлия Такшина — Алла, бухгалтер строительной фирмы Виктора Михеева
- Мария Романова — Инна

Серия № 11 «Расплата за прошлое»
- Роман Полянский — Денис Павлович Крючков, адвокат по недвижимости, знакомый сотрудника полиции Елизаветы Климовой, сын Павла и Ирины Крючковых
- Андрей Свиридов — Сергей Игоревич Большак («Кинг-Конг»)

Серия № 12 «Мистическая смерть»
- Сергей Комаров — Андрей Власов, отец убитого подростка Ильи Власова и его брата Игоря
- Денис Константинов — Валерий Микулин, суровый тренер молодёжной футбольной команды, членом которой был Илья Власов

Серия № 13 «Случилось убийство, погиб человек»
- Екатерина Волкова — Александра Телегина, жена Семёна Телегина и любовница его брата Андрея
- Владимир Большов — Борис Михайлович, «король» местной мафии по прозвищу «Кусок»
- Егор Баринов — Виктор Корнеев, сотрудник охранного агентства «Сокол»
- Веста Буркот — Тамара Назарова, подчинённая Виктора Корнеева, сотрудник охранного агентства «Сокол», бывший дознаватель полиции

Серия № 14 «Опасная афера»
- Наталья Швец — Ксения Гутина, бывшая жена убитого генерального директора компьютерной компании «Гутмар» Виталия Гутина
- Михаил Дорожкин — Лев Маргулис, президент компьютерной компании «Гутмар»
- Николай Козак — Денис Вавилов, начальник службы безопасности компьютерной компании «Гутмар»
- Инна Коляда — Элла Шацкая, психолог, сожительница убитого генерального директора компьютерной компании «Гутмар» Виталия Гутина

Серия № 15 «Убийство в школе для трудных подростков»
- Андрей Рапопорт — Роман Романович Кравец, директор детского оздоровительного лагеря «Следопыт»
- Людмила Рымарь — Марина Брагина, капитан полиции

Серия № 16 «По следам серийного убийцы»
- Андрей Межулис — Дмитрий Холин, архитектор, муж Ксении, отец Константина и сестёр-близнецов Галины и Веры
- Валерия Забегаева — Ксения Холина, жена Дмитрия Холина, мать Константина и сестёр-близнецов Галины и Веры
- Елена Полякова — Жанна Ковалевская, слепая

## Производство
- Съёмки телесериала начались в сентябре 2016 года и продолжались пять с половиной месяцев, по январь 2017 года, в Москве и её пригородах, а также в Одессе, на морском и железнодорожном вокзалах, в здании национального педагогического университета, в яхт-клубе и других локациях[7][8][10][11].
- Было снято 16 серий. Продолжительность серий — около 47-50 минут. Длительного пилотного эпизода — 52 минуты.

## Список серий

### Серия № 1 «Подражатель серийного убийцы»
Даниил Романов — превосходный менталист, психолог-практик. Много лет проработав «экстрасенсом» на телевидении. Даниил бросает карьеру и становится психологом-консультантом при Следственном комитете. Чтобы вычислить убийцу молодой девушки, Даниил устраивает очередную провокацию. Следователь Екатерина Филатова отстраняет своего подопечного от расследований, но, несмотря на запрет, он вновь появляется: совершено убийство молодой женщины и её врача. На месте преступления найдена «визитная карточка» маньяка по прозвищу «Демон», с которым у Романова личные счёты…

### Серия № 2 «Подростковая драма»
На стройке найдено тело 15-летней Кристины Терентьевой, которую ударили по голове, а потом сбросили с большой высоты. Опрашивая друзей девушки, Даниил понимает, что каждый из подростков что-то скрывает. Также выясняется, что у убитой была любовная связь с отцом её молодого человека. Дело напоминает Филатовой о случившейся много лет назад трагедии с её собственной матерью, и она пытается поддержать отца убитой девочки.

### Серия № 3 «Охотница за миллионами»
В собственном доме в потайной комнате-сейфе найден мёртвым считавшийся исчезнувшим банкир Евгений Павлов. Романов приходит к выводу, что убитого пытали, желая выведать некую информацию, но вовсе не собирались убивать. Данил спорит с коллегой Беловым, уверяя, что сможет соблазнить вдову банкира. Филатова ревнует. Вскоре выясняется, что у Павлова была любовница — Оксана Бутко. Оксана рассказывает, что кто-то похитил у Павлова бриллианты на очень крупную сумму. Похоже, что вор и есть убийца.

### Серия № 4 «Трагический день рождения»
В лесу под машиной обнаружен труп Наташи Андреевой с многочисленными ножевыми ранениями. Её лучшая подруга Люба Дуйко пропала. Подозрение падает на парня пропавшей девушки — Алексея. Однако вскоре Люба находится в состоянии глубокого шока и с частичной потерей памяти. Филатова убеждена в её виновности, но Романов считает иначе. Введя Любу в состояние гипноза, Даниил узнаёт новые подробности той страшной ночи.

### Серия № 5 «Борьба за наследство»
Вдову известного галерейщика Марину Ильясову насмерть сбивает автомобиль. За неделю до трагедии пропадает сын Марины — подросток Дима. Подозрение падает на него. Романов опрашивает молодого любовника Ильясовой, фотографа Олеся, и её личного психотерапевта, ясновидящую Киру Снатскую. Даниил приходит к выводу, что Марина была введена в заблуждение парой профессиональных шарлатанов.

### Серия № 6 «Игра с огнём»
Во время пожара погибает фермер Григорий Сомов: кто-то снаружи запер дверь на засов. Друг и сослуживец Сомова, участковый Жуковский, рассказывает, что это уже не первый случай c летальным исходом на его участке: полгода назад местный житель Дмитрий Благих сгорел в собственном доме. Опрашивая вдову Сомова, Даниил делает заключение, что у неё роман с Жуковским. А вскоре всплывают очень интересные подробности из жизни посёлка…

### Серия № 7 «Опасный бизнес»
В компанию «Меркурий» приходит письмо, подписанное неким Иваном-дураком, с указанием времени и точного места будущей казни «вора и подлеца» — одного из членов правления фирмы. На место предполагаемого преступления отправляются Романов, Белов и Скуратов. Однако, убийство предотвратить не удаётся: буквально с неба на следователей падает вице-президент «Меркурия» Сергей Каплевич — кто-то намеренно вывел из строя его парашют. Романову удаётся раздобыть «список обиженных» компанией «Меркурий»: вероятнее всего, предполагаемый убийца находится среди них.

### Серия № 8 «Погоня за прошлым»
На Романова выходит Максим Назаров, отбывающий срок за жестокое убийство своей девушки Вали. Максим обещает рассказать Даниилу новые сведения о «Демоне» в обмен на честное расследование его дела. Максим утверждает, что невиновен, несмотря на то, что на него указывают все улики. Даже показания членов собственной семьи против него. Минаев запрещает Романову возобновлять расследование по закрытому делу, и Даниилу приходится хитростью проникнуть в дом Назаровых, чтобы поговорить с его матерью, старшим братом и его женой…

### Серия № 9 «Похищение шедевра мирового искусства»
В кабинете генерального директора металлургического холдинга «Твердый сплав» Вадима Королёва обнаружен труп его зятя Сергея Мухина. Начальник службы безопасности фирмы указывает детективам на пропажу из помещения баснословно дорогой картины. Следователи приходят к выводу, что убитый Мухин причастен к похищению полотна. Однако Романов уверен в невиновности мужчины. Опросив вдову Мухина Романов и Филатова выходят на искусствоведа Ядвигу Марковскую, которая была нанята Королёвым присматривать за его коллекцией предметов искусства. Марковская рассказывает Филатовой о неком влиятельном бизнесмене Шустере, у которого Королёв на аукционе буквально увёл картину из-под носа.

### Серия № 10 «Смертельная вечеринка»
Жильцы элитного загородного посёлка потрясены убийством фаворитки местного светского общества Ларисы Михеевой. Её отравили во время вечеринки, подмешав цианистый калий в вино. Лариса была успешной бизнесвумен — её авторская бижутерия пользовалась спросом, и порой доходы Михеевой перебивали доходы её супруга. Романов не подозревает мужа убитой, но уверен в том, что преступник находится среди обитателей посёлка. Романов и Белов наносят визит в местное женское общество, чтобы при помощи харизмы и интуиции выведать немало секретов богатых и знаменитых дам.

### Серия № 11 «Расплата за прошлое»
Находясь в отделе, Романов получает SMS-сообщение о заложенной взрывчатке. Интуиция приводит его на парковку у здания, где в стоящем микроавтобусе он видит связанного мужчину с привязанной к телу бомбой. Даниил пытается спасти несчастного, но не успевает. В последний момент Филатовой удаётся оттащить Романова от машины, однако в результате взрыва Даниил теряет зрение. Погибшим оказывается Евгений Комаровский. Это имя ни о чём не говорит Даниилу, но Романов уверен, что корни этого преступления уходят в его «экстрасенсорное» прошлое.

### Серия № 12 «Мистическая смерть»
В лесу у посёлка местные мальчишки находят тело подростка Ильи Власова — лучшего футболиста молодёжной команды. Вокруг убитого — свечи и пентаграммы, что указывает на ритуальный характер преступления. После разговора с родителями Ильи, следствие обращает внимание на местную «ведьму» Луну — молодую девушку, увлекающуюся оккультизмом. У Луны и Ильи были личные счёты — он якобы украл и убил её сову. Вторым подозреваемым оказывается суровый тренер Власова — Валерий Микулин: накануне убийства между Ильёй и Микулиным произошёл серьёзный конфликт.

### Серия № 13 «Случилось убийство, погиб человек»
Жестоко убит охранник зала игровых автоматов Семён Телегин. С виду спокойный, беспроблемный мужчина, которого очень уважали подростки. Романов выясняет, что Телегин продавал молодым людям наркотики, некоторое время назад подвинув на этом поприще местного барыгу. Попытки поговорить с вдовой Телегина к успеху не приводят — женщина настроена очень агрессивно и вызывает себе на подмогу сотрудников местного ЧОПа. Следствие выясняет, что убитый Телегин не тот, за кого себя выдавал. На самом деле он бывший бандит, живший под именем своего брата, два года назад сдавший свою банду и ударившийся в бега с кассой группировки. По его наводке почти все бандиты оказались за решёткой, кроме предводителя ОПГ.

### Серия № 14 «Опасная афера»
На собственной яхте убит замешанный в коррупционном скандале генеральный директор компьютерной компании Виталий Гутин. Президент компании Лев Маргулис убеждает следователей, что он не был заинтересован в смерти гения-основателя. У брата убитого, на которого Виталий переписал всё своё имущество, чтобы оно не досталось его бывшей жене, железное алиби. После разговора с братом у следствия появляется ещё одна подозреваемая — психолог Элла Шацкая, с которой Гутин сошёлся после развода.

### Серия № 15 «Убийство в школе для трудных подростков»
Недалеко от детского оздоровительного лагеря «Следопыт» найден убитым 15-летний школьник Лёша Маратов по прозвищу «Вепрь». Романов уверен, что парень знал нападавшего. Директор лагеря Роман Кравец рассказывает следователям об устройстве организованного им учреждения для трудных подростков с суровой дисциплиной. Романову и Филатовой многое кажется подозрительным: дети явно что-то знают и очень неохотно идут на контакт со следствием. Ребята кого-то сильно боятся: то ли сумасшедшего лесника, живущего неподалёку, то ли местную страшную легенду — «Чёрного дровосека», то ли сотрудников лагеря.

### Серия № 16 «По следам серийного убийцы»
В поле недалеко от коттеджного посёлка найдено тело 20-летней Галины Холиной, её сестра-близнец Вера пропала. Почерк убийцы указывает на «Демона». Однако Романова смущает то, что вторая девушка исчезла — «серийник» никогда не похищал людей. Даниил считает, что «Демон» действует по написанному им сценарию, где не может быть случайностей, и особенно пристально нужно обратить внимание на выбор жертв.